# 제10회 부산독립영화제
제10회 부산독립영화제는 2008년 11월 28일에 열린 시상식이다.

## 수상 및 후보

### 최우수상
- 자위전쟁 - 김유리 수상

### 우수상
- 형과나 - 김진태 수상

### 특별언급
- 어서오세요 순자씨 - 심란희 수상
- 에드워드 양을 추억하며 - 박준영 수상